# Georges Asselin
Pour les articles homonymes, voir Asselin.
Georges Asselin est un directeur de la photographie français (état civil à préciser).

## Biographie
Georges Asselin est chef opérateur sur une cinquantaine de films (français, plus quelques films étrangers ou coproductions), sortis entre 1920 et 1942.
Citons L'Agonie des aigles de Dominique Bernard-Deschamps et Julien Duvivier (1922, avec Gaby Morlay et Séverin-Mars), La Nuit du carrefour de Jean Renoir (1932, avec Pierre Renoir), Les Deux Gamines de René Hervil et Maurice Champreux (1936, avec Abel Tarride et Alice Tissot), ou encore Les Chevaliers de la cloche de René Le Hénaff (1938, avec Julien Carette et Simone Cerdan).

## Filmographie partielle
(comme directeur de la photographie, sauf mention contraire)
- 1920 : La Croisade de René Le Somptier
- 1920 : Malencontre de Germaine Dulac
- 1922 : Le Grillon du foyer de Jean Manoussi
- 1922 : L'Amie d'enfance de Félix Léonnec
- 1922 : L'Agonie des aigles de Dominique Bernard-Deschamps et Julien Duvivier
- 1923 : Les Opprimés d'Henry Roussel
- 1923 : Le Voile du bonheur d'Édouard-Émile Violet
- 1923 : Le Secret de Polichinelle de René Hervil
- 1924 : La Bataille d'Édouard-Émile Violet et Sessue Hayakawa
- 1924 : La Malchanceuse (La Sin Ventura) d'Émile-Bernard Donatien et Benito Perojo
- 1925 : Jack de Robert Saidreau
- 1926 : Malvaloca de Benito Perojo
- 1926 : La Terre qui meurt de Jean Choux
- 1926 : Pour régner d'André Luguet
- 1927 : Chantage d'Henri Debain
- 1927 : Le Danseur de jazz (El negro que tenía el alma blanca) de Benito Perojo
- 1928 : Hara-Kiri d'Henri Debain et Marie-Louise Iribe
- 1929 : L'Appel de la chair de Roger Lion
- 1929 : La Merveilleuse Vie de Jeanne d'Arc, fille de Lorraine de Marco de Gastyne (cadreur)
- 1929 : Les Fourchambault de Georges Monca
- 1929 : Trois jeunes filles nues de Robert Boudrioz
- 1929 : Voici dimanche de Pierre Weill
- 1929 : Dans la nuit de Charles Vanel
- 1930 : Marius à Paris de Roger Lion
- 1930 : La nuit est à nous de Roger Lion, Carl Froelich et Henry Roussel
- 1930 : Une belle garce de Marco de Gastyne
- 1930 : Mon gosse de père de Jean de Limur
- 1930 : L'appel du large de Jean Bertin
- 1932 : Boudu sauvé des eaux de Jean Renoir (cadreur)
- 1932 : Le Béguin de la garnison de Robert Vernay et Pierre Weill
- 1932 : Prisonnier de mon cœur de Jean Tarride
- 1932 : Monsieur le duc de Jean de Limur
- 1932 : La Nuit du carrefour de Jean Renoir
- 1933 : Une idée folle de Max de Vaucorbeil
- 1933 : La Maternelle de Jean Benoît-Lévy et Marie Epstein
- 1933 : Mireille de René Gaveau et Ernest Servaes
- 1933 : Faut réparer Sophie d'Alexandre Ryder
- 1933 : L'Homme à la barbiche de Louis Valray
- 1934 : Miss Helyett d'Hubert Bourlon et Jean Kemm
- 1934 : Pierrot mon ami de Lucien Jaquelux
- 1934 : Itto de Jean Benoît-Lévy et Marie Epstein
- 1934 : Une vocation irrésistible de Jean Delannoy
- 1935 : Ernest a le filon d'Andrew Brunelle
- 1935 : Deuxième Bureau de Pierre Billon
- 1935 : Haut comme trois pommes de Pierre Ramelot et Ladislas Vajda
- 1935 : Le Champion de ces dames de René Jayet
- 1936 : Les Deux Gamines de René Hervil et Maurice Champreux
- 1936 : Trois jours de perm' de Maurice Kéroul et Georges Monca
- 1937 : La Loupiote de Jean-Louis Bouquet et Jean Kemm
- 1937 : Passeurs d'hommes de René Jayet
- 1938 : Les Chevaliers de la cloche de René Le Hénaff
- 1938 : Quand le cœur chante  de Bernard Roland
- 1939 : Son oncle de Normandie de Jean Dréville
- 1941 : Courrier d'Asie d'Oscar-Paul Gilbert
- 1942 : Une idée à l'eau de Jean-Paul Le Chanois et Marco de Gastyne